# 6139 Naomi
6139 Naomi eller 1992 AD1 är en asteroid i huvudbältet, som upptäcktes den 10 januari 1992 av den japanske amatörastronomen Atsushi Sugie i Dynic-observatoriet. Den är uppkallad efter upptäckarens fru, Naomi Sugie.
Asteroiden har en diameter på ungefär 9 kilometer.